# Igreja Hans Egede
A Igreja Hans Egede é uma igreja evangélica luterana, situada em Nuuk (capital da Gronelândia). Tem este nome em homenagem ao fundador de Nuuk: Hans Egede.